# 島根県立飯南高等学校
島根県立飯南高等学校（しまねけんりついいなんこうとうがっこう、Shimane Prefectural Iinan High School）は、島根県飯石郡飯南町（旧・赤来町）に所在する公立の高等学校。

## 概要
歴史
1948年（昭和23年）の学制改革の際に、島根県立川本農林高等学校の定時制分校として設置された。数回の改称を経て1963年（昭和38年）に現校名の「島根県立飯南高等学校」として独立した。2013年（平成25年）に創立65周年（独立50周年）を迎えた。
設置課程・学科・学区
全日制課程 普通科 全県学区（県内に保証人がいれば県外からも制限なく志願可能）
校訓
「自律・友愛・進取・創造」
校章
1963年（昭和38年）の独立の際に三上鎮博によるデザインで制定された。雲と鵬の羽ばたく姿を組み合わせたものを背景にして、中央に「高」の文字（旧字体）を置いている。
中高一貫教育
以下の公立中学校2校と連携型の中高一貫教育を行っている。
- 飯南町立頓原中学校（とんばら）
- 飯南町立赤来中学校（あかぎ）

教育施設
寄宿舎「月根尾寮」がある。男女ともに入寮可能。2015年（平成27年）3月に新築移転の予定。
同窓会
校章にちなみ「鵬雲会」（ほううんかい）と称している。

## 沿革
- 1948年（昭和23年）8月20日 - 「島根県立川本農林高等学校 赤名分校」（定時制課程）として開校。
- 1949年（昭和24年）4月1日 - 高校三原則に基づく島根県内公立高等学校の再編が行われる。
  - 島根県立川本農林高等学校が島根県立川本高等学校に統合され、「島根県立川本高等学校 赤名分校」となる。
- 1957年（昭和32年）1月1日 - 赤名町・来島村が合併して赤来町となったことにより、「島根県立川本高等学校 赤来分校」と改称。
- 1963年（昭和38年）4月1日 - 島根県立三刀屋高等学校頓原分校を吸収・統合し、「島根県立飯南高等学校」（現校名）として独立。
- 1998年（平成10年）4月1日 - 中高一貫教育実践研究事業推進校に指定される。
- 2001年（平成13年）4月1日 - 中高一貫教育を本格的に開始。

## 学校行事
3学期制
1学期
- 4月 - 始業式、入学式、吹奏楽部スプリングコンサート、スポーツテスト
- 5月 - 生徒総会、中間考査、高総体壮行式
- 6月 - 島根県高等学校総合体育大会（高総体）、防災訓練、期末考査
- 7月 - 校内球技大会、高校野球選手権島根県大会、終業式、夏季補習
- 8月 - オープンスクール

2学期
- 8月後半 - 始業式
- 9月 - 鵬雲祭（文化祭・体育祭） 、中間考査
- 10月 - 国際交流体験学習（台湾を訪問）、職場体験学習、国道54号線清掃活動、ロードレース
- 11月 - 防災訓練、生徒総会、期末試験
- 12月 - 校内球技大会、終業式

3学期
- 1月 - 始業式、大学センター試験、特別選抜（推薦入試）、スキー研修
- 2月 - 福祉体験学習、学年末考査
- 3月 - 3年生を送る会、卒業式、一般選抜（入試）、終業式

## 部活動
運動部
- ハンドボール部（男子）
- バレーボール部（女子）
- 野球部
- 卓球部
- 剣道部
- スキー部
- テニス部（硬式・女子）

文化部
- 報道部
- 自然科学部
- JRC部
- コンピュータ研究部
- 吹奏楽部
- 書道同好会
- 茶道同好会